# Club Deportivo Universidad de El Salvador
El Club Deportivo Universidad de El Salvador, más conocido como C.D. UES o simplemente UES, es un club de fútbol de la ciudad de San Salvador que juega en la Liga de Ascenso de El Salvador, es el equipo representante de la Universidad de El Salvador.
El conjunto escarlata había participado por última vez en la liga mayor salvadoreña en la temporada 1986/87, pero fue 23 años después que logró el título de campeón del Torneo Clausura 2010 de la Liga de Ascenso, lo que le permitió disputar la promoción a la Primera División con Once Municipal el 6 de junio de 2010, encuentro que ganó 2:1 en tiempo suplementario.

## Historia

### Etapas en primera y segunda división
La Universidad de El Salvador (UES) debutó en la liga mayor salvadoreña para la temporada 1957/58. En esa época, su logro más importante fue un subcampeonato en la campaña 1965/66. Jugador destacado de aquellos años era Mauricio Pipo Rodríguez.
El conjunto escarlata descendió a segunda división (o Liga de Ascenso) una vez terminada la temporada 1978/79, pero ganó nuevamente el ascenso para 1981. Ese año, con una camada de jóvenes entre los que destacaban Harry y Roberto Bran, Mario Ibarra Peña, la tuca Alfaro, Will Barraza y otros, la U llegó a la semifinal frente a Club Deportivo Independiente la cual perdió en tiempo suplementario. Volvió a perder la categoría el 21 de diciembre de 1986 junto a los equipos Soyapango y José María Gondra, representativo de la Universidad Centroamericana "José Simeón Cañas". Para 1992, mientras estaba en la segunda categoría, trató de formar una alianza con Club Deportivo Metapán, pero el proyecto no tuvo éxito.
Cuando el equipo se encontraba en la tercera división, compró la categoría a Real Santa Ana de la Liga de Ascenso para la temporada 2002/03. Sin embargo, retornó nuevamente a la división inferior al término de la campaña. La UES ascendió otra vez a segunda división en mayo de 2008, tras una triangular junto a los clubes Titán y Águila San Isidro en la que terminó como segundo lugar.

### Campeonato de Liga de Ascenso y retorno a Primera División

#### Apertura 2010 y Clausura 2011
La UES clasificó a la fase final del Torneo Clausura 2010 de la Liga de Ascenso que incluía a ocho equipos. Tras dejar eliminado El Roble, enfrentó a Once Municipal en la semifinal, ganando la serie con marcadores de 2:1 y 1:0. En el partido final se coronó campeón del torneo al derrotar a Fuerte Aguilares (3:1), juego realizado en el Estadio Cuscatlán el 2 de junio de 2010.
Logrado el título, obtuvo la oportunidad de enfrentar, en partido único, a Once Municipal (campeón Torneo Apertura 2009) para decidir el ascendido a la Primera División. El encuentro se realizó el 6 de junio de 2010 en el Estadio Nacional Jorge "Mágico" González.  William González abrió el marcador por la UES al minuto 72, pero el equipo ahuachapaneco niveló el marcador con tiro libre de Mario Deras (80'). De esta manera, el juego se alargó al tiempo extra donde el conjunto escarlata anotó el 2:1 al minuto 109 por intermedio de Henry Pérez.
La UES terminó en la novena posición del Torneo Apertura 2010 de la Liga Mayor de Fútbol, en el que alcanzó tres victorias, todas de local. Su mejor goleador en el campeonato fue Rafael Burgos con seis anotaciones. El equipo estuvo bajo la dirección técnica del uruguayo Rubén Alonso hasta la jornada dieciséis, cuando fue sustituido por el salvadoreño Edgar Henríquez.
Para el Torneo Clausura 2011, la UES inició a dos puntos del último lugar de la tabla acumulada,  Once Municipal, por lo que tenía amenazada su permanencia en la Liga Mayor al inicio del campeonato. Precisamente, en la decimocuarta jornada perdió de local ante FAS (1:2), y quedó empatado en puntos junto al equipo de Ahuachapán. Dos importantes victorias ante Atlético Balboa de visita (1:2), en la jornada dieciséis, y otra ante Águila (1:0), en el Estadio Universitario, para la fecha diecisiete, salvaron la categoría del conjunto universitario. Los pumas iniciaron la campaña con el técnico Edgar Henríquez, quien fue sustituido por Eraldo Correia para la jornada catorce, y acabaron en el octavo lugar del torneo.

### Tercer descenso a Segunda División
En los torneos siguientes los universitarios nunca lograron avanzar a etapas de clasificación para el campeonato, hasta que en el Clausura 2017 acabaron en el último lugar de la tabla acumulada 2016-17, a un punto de Dragón, lo que determinó su descenso a Segunda División.

## Indumentaria
- Uniforme titular: camiseta de color rojo con detalles en color blanco; pantalón y medias rojas.
- Uniforme alternativo: camiseta de color blanco con detalles en color rojo; pantalón y medias blancas.

## Estadio
La sede del equipo es el Estadio Universitario que posee una capacidad para 10 000 espectadores. Es parte del Complejo Deportivo Universitario de la Universidad de El Salvador, el cual fue inaugurado el año 2003, aunque sus instalaciones fueron utilizadas para los XIX Juegos Centroamericanos y del Caribe de 2002.

## Palmarés
| Competición nacional                  | Títulos              | Subcampeonatos                 |
| ------------------------------------- | -------------------- | ------------------------------ |
| Primera División de El Salvador (0/1) |                      | 1965-66                        |
|                                       |                      |                                |
| Segunda División de El Salvador (2/3) | Cl. 2008 y Cl. 2011. | Ap. 2006, Ap. 2007 y Ap. 2010. |

## Jugadores

### Jugadores destacados
- Mauricio Pipo Rodríguez (1963-1972)
- Gualberto Fernández
- Rafael Búcaro
- Hugo Villanueva (1968)
- José Sulantay (1968)
- Roy Sáenz
- Mauricio Manzano
- Tomás Flaco Pineda
- Jorge Indio Vásquez
- Ademir Barbosa
- Víctor Valencia
- Guillermo Castro
- Mauricio Quintanilla (1973-1977)
- Carlos Recinos

## Lista de entrenadores
| - Conrado Miranda (1962–1964) - Gregorio Bundio (1965–1968) - Sergio Lecea (1968) - Marcelo Estrada (1968–1969) - Gregorio Bundio (1971) - José Rossini (1972) - Carlos Javier Mascaró (1975) - Pipo Rodríguez (1975) - Carlos Javier Mascáro (1978) - Santiago Chicas - Raúl "Cayito" Mejía Fuentes - Leonardo Salas (1980–1982) - Jorge Tupinambá (1982-1986) - Leonardo Salas (1986) - Mario Rey (1986–1987) | - Juan Ramón Paredes (1987-1988) - Cecilio "Chilo" Monge (2003–2005) - Miguel Díaz Arévalo (2005–2010) - Rubén Alonso (2010–2010) - Edgar "Kiko" Henríquez (2010–2011) - Eraldo Correia (2011–2011) - Miguel Ángel Soriano (2011–2011) - Jorge Abrego (2011–2011) - Roberto Gamarra (2012–2012) - Jorge Abrego (2012–2013) - Miguel Ángel Díaz (2013–2013) - Carlos Antonio Meléndez (2013–2013) - Jorge García (2013-2014) - Willian Renderos Iraheta (2014-2015) - Efraín Burgos (2015) - Edgar Henríquez (2015-2016) - Horacio Reyes (2016) - Efraín Burgos (2016-2017) |